# Минен катер
Минен катер – клас малки бойни съдове, носители на минно оръжие – буксируеми, прътни и „самодвижещи се“ (торпеда) мини. Също са използвани и за поставяне на минни заграждения. Разпространени са през втората половина на 19 век.
Предшественик на миноноските, които на свой ред са предтечи на миноносците и торпедните катери.
В ред страни, в т.ч. и в Руската империя, няма разграничение между миноноските и минните катери официално и съществуват няколко термина за обозначение на минните катери – минен баркас, минен катер, минна лодка, минна шлюпка. С времето в документите на Морското министерство на Руската империя се появява термина „миноноска“, упоменат със заповед на генерал-адмирала Великия княз Константин Николаевич от 15 април 1878 г.
Основните черти, по които можем да се ориентираме за условното разделение между минния катер и миноноската са:
- Миноноската е съд от специализирана постройка, в отличие от първите минни катери, които са създавани от подръчни (неспециализирани) парни катери – круизни, хидрографски и т.н. (макар някои катери от началния период със специална постройка (например „Чесма“) е прието да се наричат минни катери).
- Минните катери са с по-малка водоизместимост (5 – 16 тона), отколкото миноноските (20 – 100 тона, макар да има примери за миноноски с водоизместимост около 10 тона). Също така за минните катери са характерни по-малки размери, по-ниска скорост, по-лоша мореходност.
- Минните катери, като правило въоръжени с буксируеми или пръти мини, катерите носители на торпеда са се водели миноноски (макар от една страна да има примери на въоръжени с торпеда минни катери („Чесма“, „Синоп“), а от друга – миноноските често имат за въоръжение прътни мини).

## История на развитието и бойно използване
В началото на своето развитие минното оръжие, чрез активните средства за доставката му, следвало да се решат две задачи. Първата – средство за „партизанска“ война, когато с малки материални и временни вложения се води ефективна и в дори един на един борба със скъпоструващия флот от големи кораби. Втората – средство за борба с броненосците, които с момента на своята поява, известо време печелят състезанието с артилерията – най-ярко това се проследява в боя на „Вирджиния“ (бивш „Меримак“) с „Монитор“ от 9 март 1862 г., когато корабите няколко часа водят дуел, но не успяват да пробият бронята си.
Съответно се появява въпросът за средство, способно да порази подводната част на броненосците, разположена под бронирания пояс. Тази цел в бъдеще поставя сложна техническа задача пред създателя на първите торпеда – торпедото трябва да се движи на необходимата дълбочина 1,5 – 2 метра под броневия пояс, но толкова дълбоко, че да мине под кила на кораба. До средата на 70-те години на 19 век – до появата на първите успешни торпеда – технически достъпно средство за този случай са само мините – минни заграждения или мини, тайно доставяни към вражеския кораб от малки съдове – подводни и полуподводни лодки, несъвершени на този момент, или катери.
Първият опит за активна доставка на минно оръжие (всъщност и първо използване на минно оръжие въобще) се случва по време на войната на САЩ за независимост. Носител на първата мина (с някои допускания може да бъде класифицирана като буксируема мина) е подводницата на Дейвид Бушнел „Костенурка“ (на английски: „Turtle“). Атаката е неуспешна – закрепянето на мината под дъното на целта се провалило.
Първият опитен образец на парен катер с минно въоръжение е построен в Русия в Николаевската корабостроителница по време на Кримската война по инициатива на генерал Евгений Богданович Тизенхаузен. Но той не участва в бойни действия – потъва по време на изпитанията поради лошата си мореходност.
Активно развитие минните катери получават в хода на Гражданската война в САЩ 1861 – 1865. И по време на Руско-турската война 1877 – 1878.
След Руско-турската война, в хода на която се осъществява първата успешна торпедна атака, буксируемите и прътните мини минават на втори план, а активно развитие получават „самодвижещите се мини“ (торпедата), а минните катери са изместени от по-специализираните и по-подходящи за целта миноноски.

### Първи боен опит за използване на активно минно оръжие в Гражданската война на САЩ 1861 – 1865
Първата прътна мина е поставена и успешно използвана от подводницата на конфедератите „Ханли“ (на английски: „H.L.Hunley“). На 17 февруари 1864 г. тя потапя парната корвета на Севера „Хаусатоник“ (на английски: „Housatonic“). Подводницата с целия си екипаж също потънала, но след атаката, вече на път за своята база.
Почти симетричен отговор на Севера последва след половин година – в нощта на 27 октомври към 28 октомври 1864 г., парен баркас, оборудван с прътна мина, под командването на лейтенант Кушинг, атакува броненосеца на Юга „Албемарл“, който стоял на рейда на Плимут в устието на река Роанок. Екипажът на катера преодолява защитния бон от талпи (като просто ги разсъединяват) и удря с прътната мина подводната част на броненосеца. Корабът потъва в течение на няколко минути. Катерът също потъва – или от взрива, или от водовъртежа на потъващия броненосец.
В онези времена катерите са по-достъпно и технически по-практично средство за доставка на мини, отколкото подводните или полуподводните съдове, които се намират в начален етап на техническото си развитие и имат съществени ограничения, свързани с техните несъвършенства.
В хода на Гражданската война флотът на южните щати губи около 50 кораба, 40 от които загиват от мини – котвени, плаващи, буксируеми и прътни.

### Развитие на минните катери в годините на мир. 1870-те години. Торникрофт и Яроу
През 1860-те години руският адмирал Григорий Иванович Бутаков започва да експериментира с минното оръжие. 1862 г. в Балтика той установява, че безопасна дължина за пръта на прътната мина е 6 – 8 метра – на такова разстояние взривът на подводния заряд с необходимата мощност не нанася вреда на атакуващия съд. Един от учениците на Бутаков в областта на минното оръжия е Степан Макаров, който в хода на Руско-турската война 1877 – 1878 успешно използва буксируеми и прътни мини и прави първата в световната история успешна торпедна атака.
През 1870 г. Германия първа от европейските страни включва в корабостроителната си програма серия от шест минни катера, всеки от които следвало да има две прътни мини. Но решават, че заради ниската им скорост (под 8 възела), която няма да им позволи да прехващат съвременни кораби, те ще са малоефективни, и Морското ведомство ги преоборудва в минни заградители.
През 1872 г. Джон И. Торникрофт създава круизния катер „Наутилус“, който поставил рекорд на своето време – успява да изпревари състезателните гребни осморки (скоростта на „Наутилус“ не превишава 12 възела). Скоро след това новият катер „Миранда“ показва невероятния за онези времена резултат – 16 възела. Тези достижения носят на Торникрофт първите военни поръчки – (норвежкия минен катер „Рап“, на норвежки: Rapp – „Бързи“), световна слава и лидерство в производството на минни катери и миноноски.
Характеристиките на катера „Рап“: лек корпус с тънка стоманена обшивка, водоизместомост 15 тона, парна машина с двойно разширение тип „Компаунд“ с мощност 90 к.с., средна скорост – 12,5 възела, максимална скорост 14,97 възела.
За периода 1874 – 1875 г. корабостроителницата на Торникрофт, разположена на Темза в град Чизик, прави по този проект 7 минни катера: по един за Австро-Унгария (№ 1), Дания (№ 1) и Швеция („Спринг“) и по два за Франция (№ 5 и № 6) и Русия (миноноски № 1 и № 2 (по-късно „Сулин“). В отличие от „Рап“ тези катери имат машина с мощност 180 – 190 к.с., която осигурява скорост 16 – 18 възела. Проектът на „Рап“ се оказазва толкова успешен, че се опитват да го копират в други страни, но катерите им се получават по-лоши – тяхната скорост едва прескачала 10 възела (в частност на шведския „Улвен“).
В средата на 1870-те години Торникрофт има вече конкурент – английският конструктор Е. Яроу (на английски: Yarrow), който при първата му поръчка доставя на Аржентина 4 минни катера с водоизместимост 11 тона, които не отстъпват на „Рап“. По-късно такива катери купуват САЩ, Франция, Нидерландия, Гърция. 1878 г. Яроу получава и първата си поръчка от британското правителство.
През март 1877 г. по инициатива на французите, направили поредна поръчка към Торникрофт, са проведени изпитания, в хода на които минен катер на Торникрофт с прътна мина успешно атакува и потопява остарелия кораб „Байонез“, използван в качество на мишена.

### Руските минни катери в Руско-турската война 1877 – 1878
Към началото на войната руският флот многократно остъпва на турския. Нямало възможност за превеждане на ескадра от Балтийско море, нито време за построяване на нови кораби.
Минните катери на Черноморския флот на Руската империя могат да се разделят на два „фронта“ – Дунавската флотилия катери и четирите катера на минния транспорт „Великий князь Константин“ (действали основно по крайбрежието на Кавказ – Сухуми, Батуми, Гагра, но направили една операция и в устието на Дунава, в Сулина). Също трябва да се споменат и две миноноски – № 1 и № 2, – приписани към Одеса, които участват в единия от рейдовете на „Великий Князь Константин“.
Първите катери започват да пристигат на Дунав в края на ноември 1876 г. в навечерието на войната. Към този момент Русия няма достатъчно количество минни катери или миноноски специална постройка, затова са използвани пътнически парни катери, свалени от корабите на Балтийския флот и императорските яхти. Болшинството от тях наследяват имената на своите кораби.
Катери на Дунавската флотилия, свалени от други съдове и кораби:
- „Первенец“
- „Не тронь меня“
- „Грейг“
- „Спиридов“
- „Петр Великий“ (по-късно преименуван на „Красотка“)
- „Генерал-Адмирал“
- „Ксения“ (от парната фрегата „Олаф“),
- „Варяг“
- „Джигит“
- „Опыт“
- „Держава“
- „Царевна“
- „Царевич“ (преди „Лястовичка“ (Rindunica), предоставен за времето на войната (след началото ѝ) от румънското правителство; в литературата нерядко се използва и името „Цесаревич“)[1].

Катери Дунавската флотилия, специална постройка:
- „Шутка“ (построен от Торникрофт като круизен катер за наследника „цесаревич“ (бъдещия император Александър III), катерът има стоманен корпус).
- „Мина“ (построен от завода на Берд в Санкт Петербург, корпусът е направен от мед, първоначално се наричал „Маб“. С позволение на главнокомандващия великия княз Николай Николаевич, катерът е закупен от производителя и доставен на Дунав след началото на военните действия).

Свалените от корабите катери като правило имат едноцилиндрови машини от 5 к.с., скоростта по течението е 6 възела, срещу него 2 – 3 възела, а при насрещен вятър въобще не могли да се справят с течението.
Те са въоръжени с две носови прътни мини на пръти с дължина около 12 метра, които са закрепени непосредствено на катера. Първоначално някои имат и два кърмови, но впоследствие се отказват от тях, защото е малко вероятно да се използват.
В бойно положение прътните мини се поставят от двама-трима души. Масата на снаряжената мина достигала до 20 kg. Детонацията се осъществява или от ударен взривател по система на Трумберг, или от електровзривател на галванична батерия, разположена в катера.
Катери на минния транспорт „Великий князь Константин“:
- „Чесма“ – построен от заводе на Берд;
- „Синоп“ – хидрографски катер;
- „Наварин “– свален от яхтата „Держава“;
- „Минер“ (преименуван на „Сухум“) – свален от шхуната „Полярная звезда“.

Катерите се планирало или да се поръчат на завода на Берд в Санкт Петербург, или да се използват наличните катери, свалени от „поповките“ или други кораби на флота. В резултат един катер е направен по поръчка, а останалите – тези, които в момента имало под ръка. На 26 декември 1876 г. със заповед № 21 на Макаров, са им присвоени имена.
„Чесма“ е единственият катер, имащ сносна мореходност. Скоростта на другите катери не превишавала 6 възела и можели да се използват само в спокойно време. Водоизместимостта на катерите е средно около 6 тона, дължината под 20 m. Тяхното въоръжение първоначално е от буксируеми мини („крилатките“ на Макаров), по-късно прътни, а още по-късно катерите „Чесма“ и „Синоп“ са снабдени със средства за изстрелване на торпедата на Уайтхед.

#### Бойни операции на катерите от Дунавската флотилия
От самото начало на бойните действия катерите започват поставянето на минни заграждения. А действията им с използване на прътни мини, освен атаката в Мачинския ръкав в нощта на 14 май, носят по-скоро отбранителен характер.
В нощта на 14 май 1877 г. минните катери „Джигит“, „Ксения“, „Царевич“ и „Царевна“ откриват в Мачинския ръкав отряд от три турски кораба и потапят монитора „Сейфи“. Катерите са командвани от:
- „Джигит“ – мичман Перст;
- „Ксения“ – лейтенант А. П. Шестаков;
- „Царевич“ – лейтенант Фёдор Василиевич Дубасов;
- „Царевна“ – мичман М. Я. Баль[1].

Утрото на 8 юни 1877 г. по време на поставяне на мини до остров Мечка катерът „Шутка“ атакува турския параход „Ерекли“ („Erekli“), който искал да попречи на минирането (в поставянето участва и катерът „Мина“, но в атаката не взема участие, заради повреда в машината). Прътната мина не сработва и атаката не носи резултат. Катерите са командвани от:
- „Шутка“ – Николай Иларионович Скридлов[1].

Деня на 8 юни тези катери се опитват да атакуват канонерската лодка „Подгорица“ („Podgoriza“), но заради повреди атаката се проваля и катерите са принудени да отстъпят. От пълно унищожение катерите са спасени само заради другата цел, която има канонерката.
На 11 юни катерите „Шутка“, „Мина“ и „Первенец“ атакуват същата „Подгорица“ до остров Белино. Атаката също е безрезултатна. Катерите са командвани от:
- „Шутка “– мичман Нилов;
- „Мина “– гардемарин Аренс;
- „Первенец “– подофицер Петров[1].

#### Бойните операции на катерите на минния транспорт „Великий князь Константин“
В нощта на 1 май 1877 г. катерите атакуват с буксируеми мини яхтата „Султание“, стояща на Батумския рейд. Заради скъсани проводници мината не детонира. 28 – 29 май 1877 г. катерите съвместно с миноноските № 1 и № 2 на рейда на Сулина атакуват броненосния корвет „Иджлалие“ с помощта на прътни мини. Атаката е неуспешна. Миноноска № 1 е потопена, а екипажът ѝ пленен.
11 – 12 август 1877 г. Атаката на броненосеца „Асари-Шевкет“ (или „Асари-Тефик“) на Сухумския рейд. Турският кораб получава повреди. 15 – 16 декември 1877 г. минните катери „Чесма“ и „Синоп“ провеждат торпедна атака срещу броненосците на Батумския рейд.
На 13 – 14 януари 1878 г. катерите „Чесма“ и „Синоп“ провеждат първата в историята успешна торпедна атака против канонерската лодка „Интибах“ на Батумския рейд.
След Руско-турската война, в хода на която се състои първата успешна торпедна атака, буксируемите и прътните мини преминават на заден план, активно развитие получават „самодвижещите се мини“ (торпедата), а минните катери са изместени от по-специализираните и по-подходящи за целите на войната миноноски.